# Ошский государственный университет
Ошский государственный университет (ОшГУ) (кирг. Ош мамлекеттик университети) — высшее учебное заведение Кыргызской Республики, аккредитованное государством. Расположен в г. Ош, ул. Ленина, 331.

## История
Основан в 1939 году решением Совета Народных Комиссаров Киргизии, как Ошский учительский институт. В 1951 году, на базе Ошского учительского института был образован Ошский педагогический институт.
В 1992 году Постановлением Президента Республики Киргизия институт был реорганизован в университет. 
В настоящее время Ошский государственный университет является крупнейшим высшим учебным заведением в Кыргызстане.

## Структура ОшГУ
В настоящее время в университете обучаются свыше 49 тысяч студентов по 72 специальностям. В ОшГУ образование получают 13510 студентов из 27 зарубежных стран.
Имеет профессорско-преподавательский коллектив, в котором трудятся 108 доктора наук, профессора, более 475 кандидатов наук и доцентов, около 30 заслуженных деятелей образования, науки, культуры, здравоохранения и спорта республики, 3 народных артиста, один народный художник, 2 академика и 2 члена-корреспондента НАН КР.
Всего в ОшГУ работают свыше 1500 преподавателей и более 1200 сотрудников.
Сегодня в составе ОшГУ функционируют 17 факультетов, 3 образовательных института, 6 колледжа, 5 лицея, 1 детский сад, отделы аспирантуры, ординатуры и магистратуры. ОшГУ располагает 27 учебным корпусом, 10 студенческими общежитиями, 2 медицинскими клиниками, 7 клиническими базами, гостиницей для иностранных специалистов, 5 центрами отдыха и пансионатом на берегу Иссык-Куля.

## Факультеты
- Факультет бизнеса и менеджмента
- Факультет математики и информационных технологий
- Теологический факультет
- Факультет русской филологии
- Физико-технический факультет
- Факультет иностранных языков
- Факультет естествознания и географии
- Историко-юридический факультет
- Медицинский факультет
- Международный медицинский факультет
- Факультет журналистики
- Факультет педагогики и физического воспитания
- Факультет международных отношений
- Факультет журналистики и киргизской филологии
- Факультет искусства
- Факультет кыргызско-турецкий
- Университетская гимназия "Кара-Суу" ОшГУ (город Кара-Суу)

## Ректоры
| №  | период    | ФИО                               |
| -- | --------- | --------------------------------- |
| 1  | 1951–1953 | Табалдыев Раимбек                 |
| 2  | 1953-1955 | Половиков Федор                   |
| 3  | 1955–1960 | Омуралиев Ашимкан                 |
| 4  | 1960-1965 | Ешмамбетов Баки                   |
| 5  | 1965–1967 | Айтмурзаев Ташмурза               |
| 6  | 1967–1973 | Ботбаева Мира                     |
| 7  | 1973–1977 | Кулуев Раимкул                    |
| 8  | 1977–1986 | Жумагулов Сулайман                |
| 9  | 1986–1992 | Анарбаев Арап                     |
| 10 | 1992–1998 | Бешимов Бакыт                     |
| 11 | 1998–2005 | Мурзубраимов Бектемир             |
| 12 | 2005–2011 | Орозбеков Мухтар                  |
| 13 | 2011-2019 | Исаков Каныбек                    |
| 14 | 2019-     | Кожобеков Кудайберди Гапаралиевич |